# Lääne-Harju
Lääne-Harju è un comune rurale della contea di Harjumaa, in Estonia. Il comune è stato costituito nel 2017 fondendo i comuni rurali di Keila, Padise e Vasalemma e il comune urbano di Paldiski.